# Rorippa indica
Rorippa indica là một loài thực vật có hoa trong họ Cải. Loài này được (L.) Hiern miêu tả khoa học đầu tiên năm 1896.